# Kurilo Point
Der Kurilo Point (englisch; bulgarisch нос Курило nos Kurilo) ist eine 200 m lange und unvereiste Landspitze an der Südostküste von Snow Island im Archipel der Südlichen Shetlandinseln. Sie liegt 3,1 km südwestlich des President Head und 2,3 km nördlich der Hall-Halbinsel.
Bulgarische Wissenschaftler kartierten sie 2009. Die bulgarische Kommission für Antarktische Geographische Namen benannte sie im selben Jahr nach der Ortschaft Kurilo im Westen Bulgariens.